# Åke Dalberg
Åke Elof Dalberg, född 8 augusti 1910 i Borås, död 1975, var en svensk konstnär.
Dalberg studerade för Sigfrid Ullman vid Valands målarskola 1930-1932 och för Othon Friesz vid Académie Scandinave Maison Watteau i Paris 1932-1933. Han medverkade i utställningen Fem Göteborgare 1942 i ett flertal samlingsutställningar på Göteborgs konsthall och tillsammans med Olle Pettersson ställde han ut på Göteborgs konsthall 1934 och tillsammans med Arvid Jorm i Borås 1939. För Surte gravkapell utförde han ett altarskåp 1942. Hans konst består av bland annat nakenmåleri, figurer, industri- och hamnmiljöer ofta med dis och snö. Han var från 1939 gift med Marianne Lanner.
Dalberg är representerad vid Borås konstmuseum och Gävle museum.